# Евровэны
Евровэны (от англ. Eurovans) — семейство минивэнов, выпускавшихся фирмами Peugeot, Citroën, Fiat и Lancia в 1994—2014 годах. Все четыре модели почти не отличались друг от друга. Сборка всех моделей осуществлялась на заводе Sevel Nord во Франции. Первое поколение евровэнов было запущено в марте 1994 года, а производство второго поколения завершилось в 2010 году для марок Fiat и Lancia и в 2014 году для марок Peugeot и Citroën.
Модели первого поколения (1994—2002) именовались как Citroën Evasion (Citroën Synergie в Великобритании), Fiat Ulysse, Lancia Zeta и Peugeot 806. Модели второго поколения сменили название (кроме Fiat) и стали именоваться как Citroën C8, Lancia Phedra и Peugeot 807.

## Первое поколение
Евровэны первого поколения выпускались с марта 1994 по сентябрь 2002 года. В 1998 году был проведён рестайлинг моделей.
Модели имели разное позиционирование. Так, Fiat Ulysse позиционировался как самый дешёвый и доступный из них, а Lancia Zeta — как самый престижный.

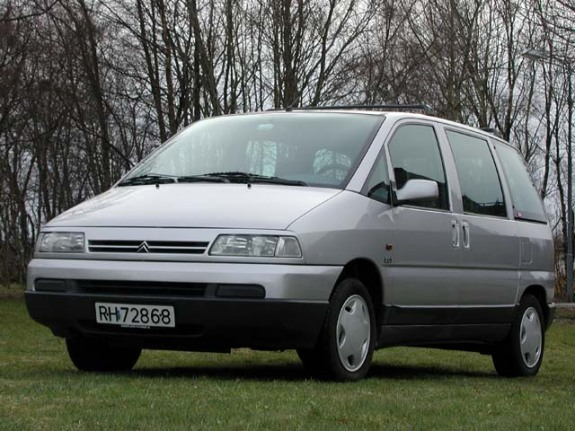
Citroën Evasion
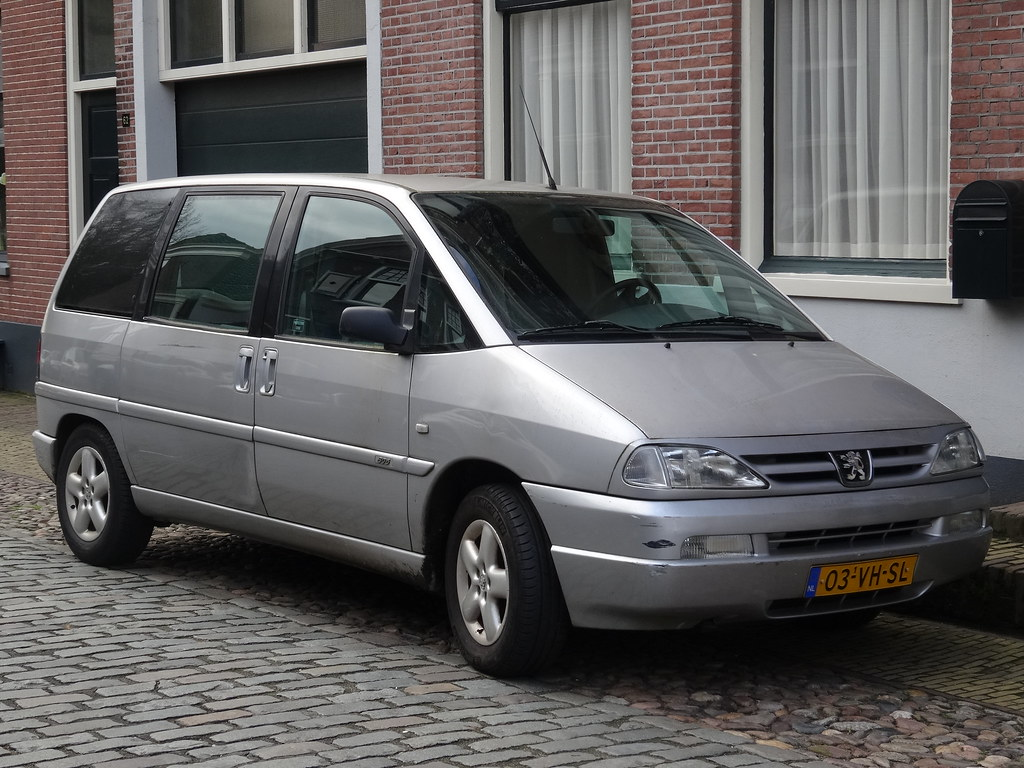
Peugeot 806
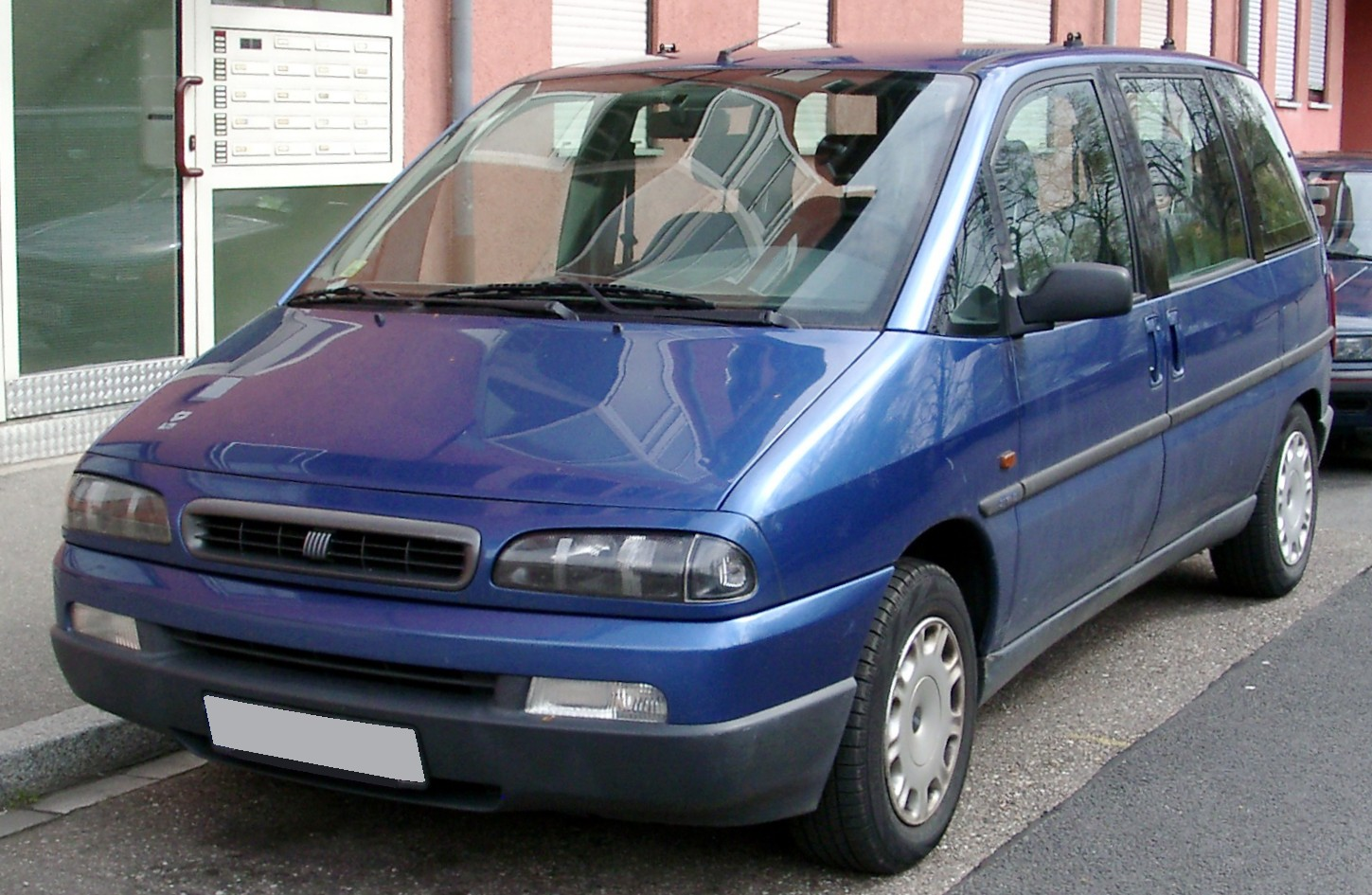
Fiat Ulysse
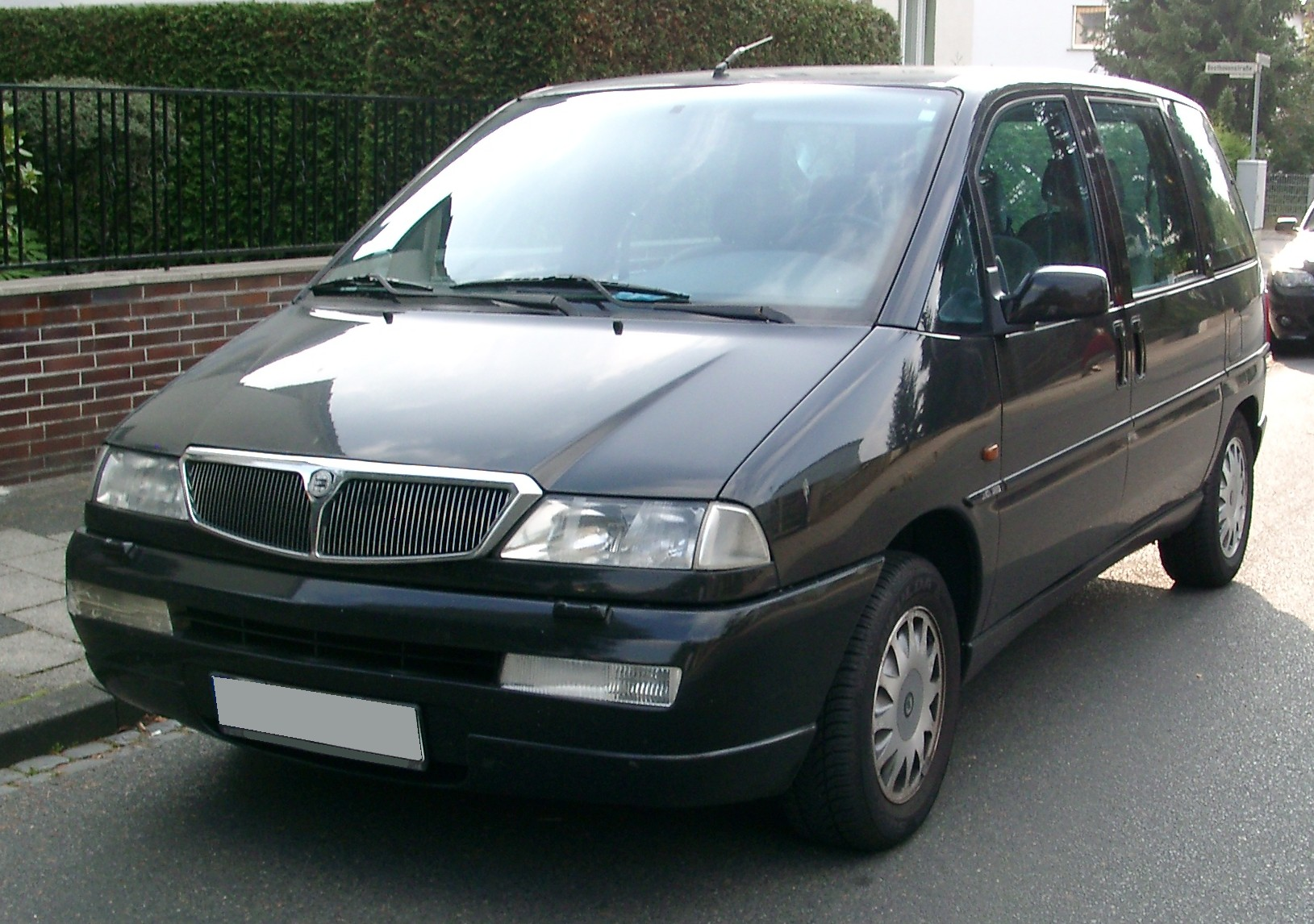
Lancia Zeta

## Второе поколение
Второе поколение евровэнов дебютировало в 2002 году. Первым в июне поступил в продажу Peugeot 807, затем, в июле, началась реализация Citroën C8.
Отличия моделей стали более явными — модели Fiat и Lancia были шире и длиннее, чем их французские близнецы.

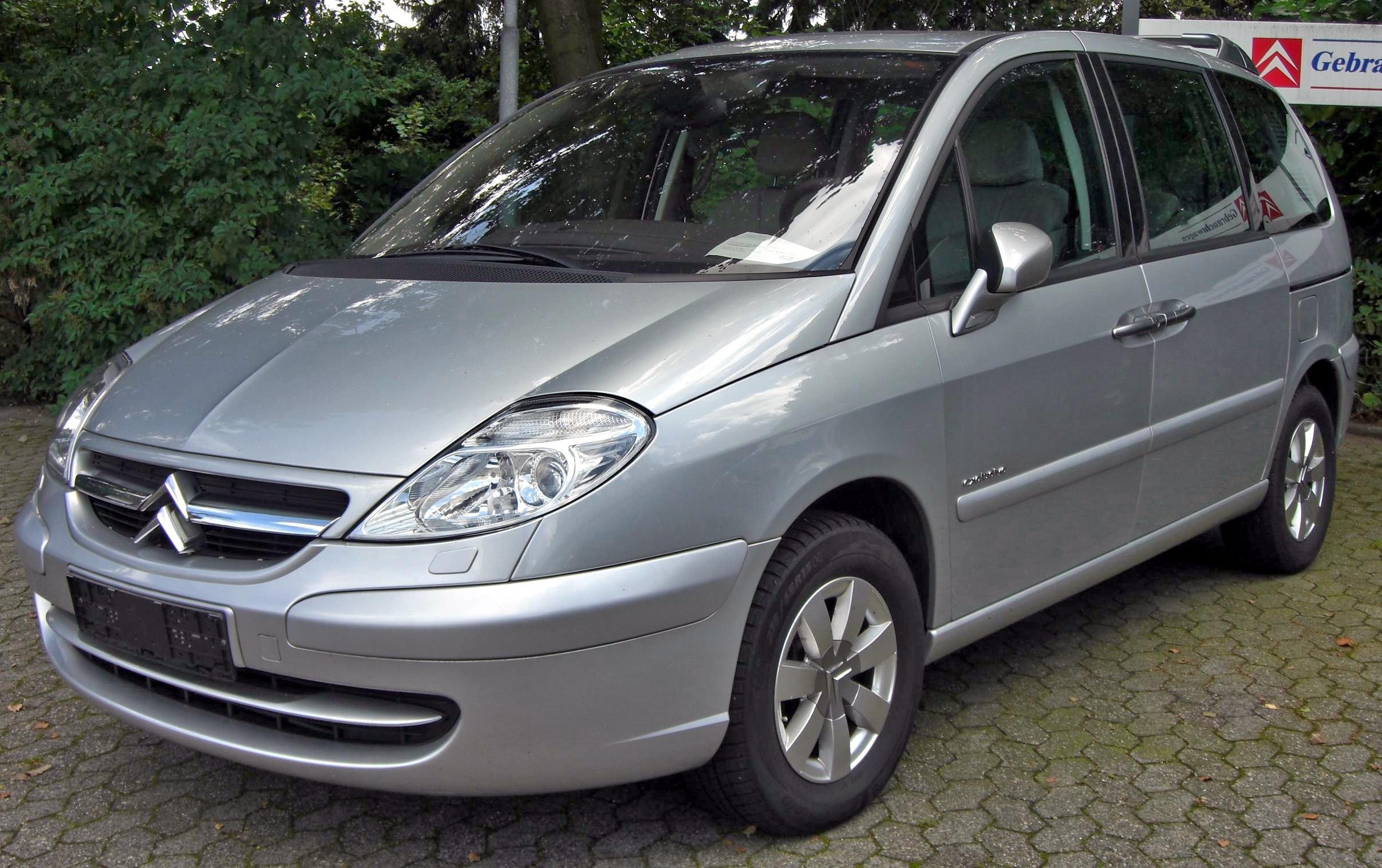
Citroën C8
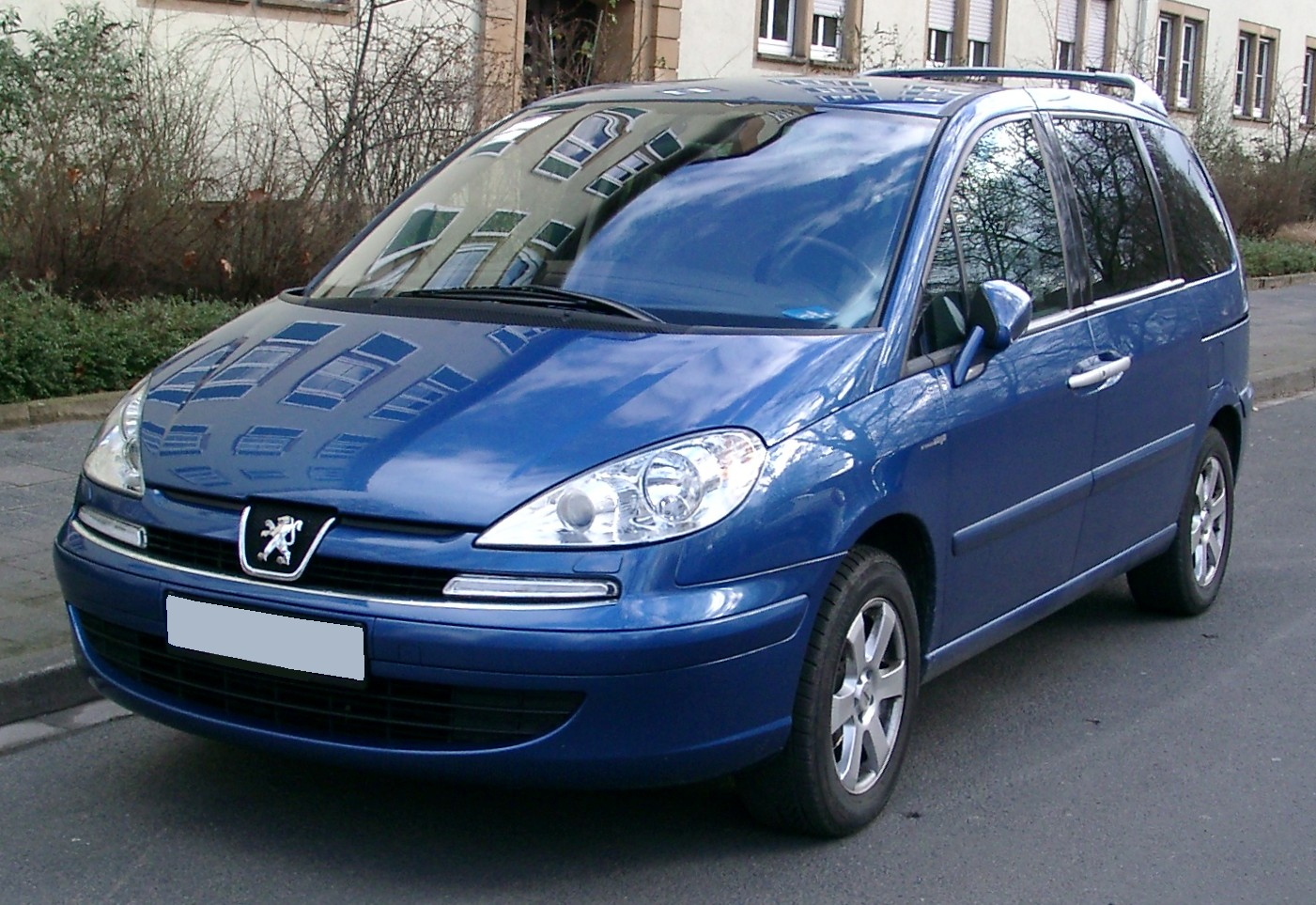
Peugeot 807
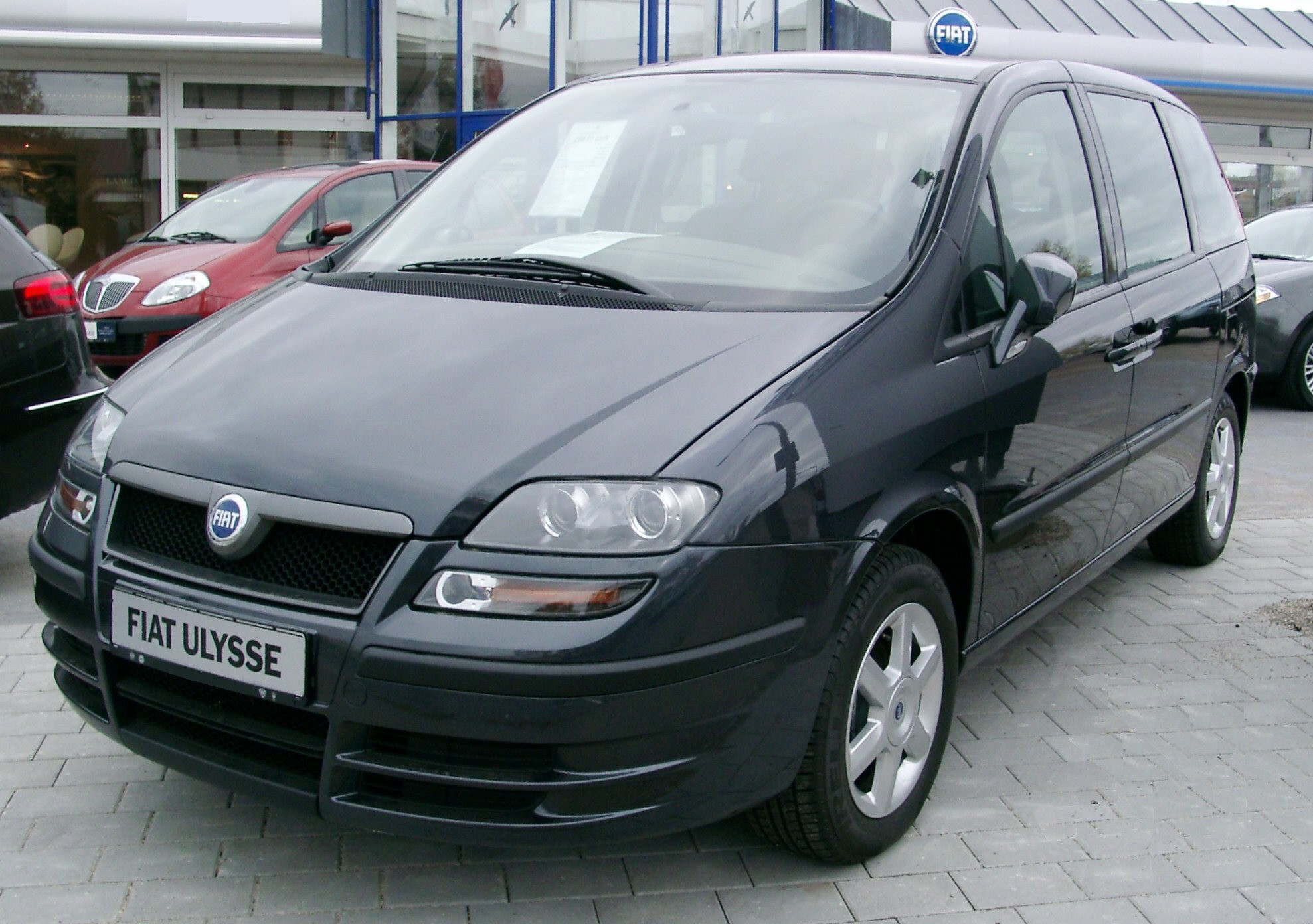
Fiat Ulysse
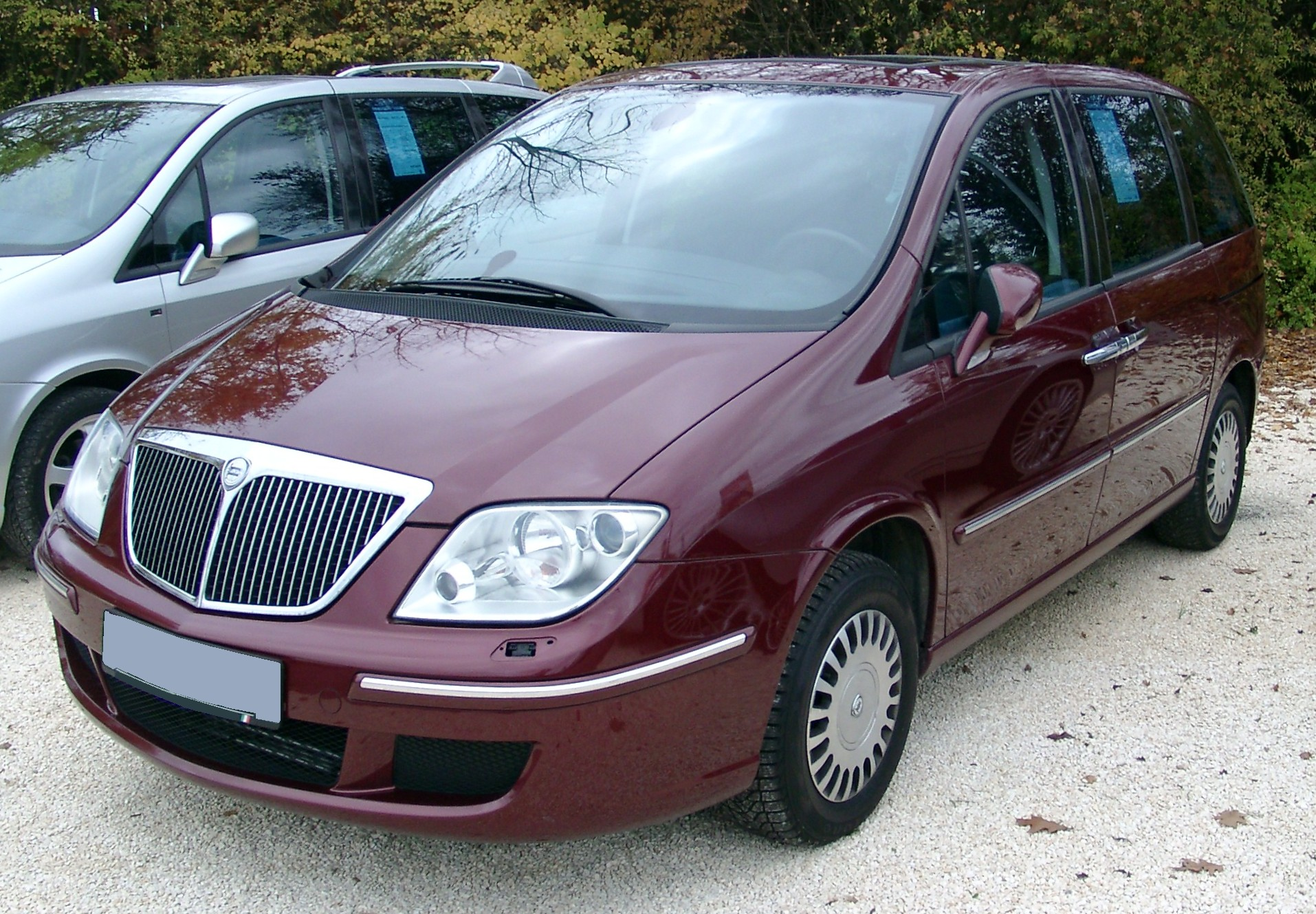
Lancia Phedra